# Новолебедевка
Новолебедевка (рос. Новолебедевка) — присілок у Іскітимському районі Новосибірської області Російської Федерації.
Входить до складу муніципального утворення Шибковська сільрада. Населення становить 172 особи (2010).

## Історія
Згідно із законом від 2 червня 2004 року органом місцевого самоврядування є Шибковська сільрада.

## Населення
| 2002 | 2007 | 2010 |
| ---- | ---- | ---- |
| 217  | ↗261 | ↘172 |